# 弗雷德里克·喜比特
舒希伯（Frederik Pieter Schipper，1983年10月25日—），生於荷蘭，荷蘭足球運動員，司職中場，以本地球員身份註冊，正職為銷售經理。

## 球會生涯
喜比特（前譯舒希柏）生於荷蘭，2009年於香港浸會大學畢業，同年加入由業餘球員組成的香港甲組足球聯賽球會港會，不過港會以9戰2和7負只得2分排包尾，然而在2011年1月8日在青衣運動場上演的聯賽盃8強賽事，卻以2–1爆冷擊敗大埔，首次殺入聯賽盃4強，及後在2月13日的聯賽盃4強加時以1–2不敵天水圍飛馬出局。2016－17球季，喜比特隨港甲亞軍港會升上香港超級聯賽，但港會仍然維持其業餘身份，陣中球員都有正職。2017年3月5日，喜比特於港會在大埔運動場作客和富大埔的聯賽，取得自己首個港超聯入球，最終港會以2–0擊敗和富大埔，取得第2場港超勝仗。

## 球會榮譽
港會
- 香港甲組聯賽亞軍（2015–16季度）

## 外部連結
- 香港足球總會網頁球員註冊資料 （页面存档备份，存于）